# فتاة الخدر
«فتاةُ الخِدرْ» هي قصيدة من الشعر الجاهلي للمُنَخَّل اليشكُري، يُقال أنه ألقاها في عام 597 لزوجة الملك المُلقبة بالمتجردة. القصيدة من بحر مجزوء الكامل، يُشار للقصيدة أيضًا باسم «فتاة القصر» أو «فتاة في القصر». الخِدرْ هو مكان الستر، لذلك كان العرب يطلقون على مجلس المرأة بالخدر، وخدرت الفتاة أي استترت. حسب الحكايات القديمة وما ورد عن الأصفهاني، فقد قال المُنَخَّل القصيدة بالملكة ملويّة ابنة زهير بن جذيمة بن رواحة العَبْسي، وهي زوجة الملك النعمان بن المنذر المُلقبة بـ«المتجردة» بعد أن أقام علاقة غرامية معها واكتشف النعمان العلاقة في النهاية مما أدى إلى اختفائه ووفاته. استطاع المُنَخَّل بهذه القصيدة أن يعيش في ذاكرة الشعر العربي؛ حيث تعتبر القصيدة مختلفة عن باقي القصائد التي كانت في ذلك الوقت، ذُكِرَت القصيدة في عدة قصائد أخرى وقلدها الكثير من الشعراء.
رغم بساطة القصيدة وقصرها وسهولتها الشديدة إلا أنها تركت آثاراً عميقة في قصائد العديد ممن حاولوا استلهام الروح الحية لدى المُنَخَّل اليشكري وقدرة المُنَخَّل الفريدة على التصوير بأبسط الألوان والظلال.

## خلفية

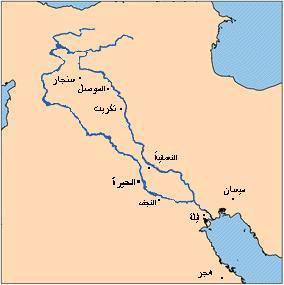
خريطة المدن العربية في زمن المناذرة.

أُقيمت على حدود شبه الجزيرة العربية من جهة شمال مملكتي الغساسنة والمناذرة، وكلاهما من العرب الذين هاجروا من اليمن بعد انهيار سد مأرب في أواخر القرن الأول قبل الميلاد. سكن المناذرة في العراق واتخذوا الحيرة عاصمة لهم، وكانوا حلفاء للفرس، وامتدت مملكتهم إلى أطراف بلاد الشام والبحرين وعُمان. اعتاد ملوك المناذرة على تشجيع الشعر وتزويد الشعراء بالهدايا. كانت الحيرة مركزًا علميًا مهمًا تجمع فيها العديد من الشعراء وأُقيم لهم العديد من المهرجانات، وكان الملك النعمان بن المنذر يجمع الشعراء في قصر الخورنق ويقيم لهم مهرجانًا أدبيًا، وكان المُنَخَّل من بين الشعراء الحاضرين في المهرجانات. كما ورد عن الأصفهاني، «المُنخّل» هو المُنَخَّل بن عمرو، ويُقال: المُنَخَّل بن مسعود - بن أفلت بن عمرو بن كعب بن سواءة بن غنم بن حبيب بن يشكر بن بكر بن وائل، وذكر أبو محلم النسابة عنه:«أنه المُنَخَّل بن مسعود بن أفلت بن قطن بن سوءة بن مالك بن ثعلبة بن حبيب بن غنم بن حبيب بن كعب بن يشكر»، وقال أبو عبد الله بن الأعرابي هو المُنَخَّل بن الحارث بن قيس بن عمرو بن ثعلبة بن عدي بن جشم بن حبيب بن كعب بن يشكر.

## حكاية القصيدة
وُرِد ذكر المُنَخَّل وحكاية القصيدة في أمهات الكتب التراثية، إذ قيل عنه أنه اتهمه ملك المناذرة النسطوري النعمان بن المنذر بن امرئ القيس اللخمي بامرأته «المتجردة»، وكانت المتجردة جذّابة وضاحة المُحيا ذا جمال فتاك. وتشير الدلائل أن النعمان حاكم مستبد، مشجع للشعراء، زير نساء مغرم بالخمر والغناء. كان النعمان على عكس الملكة، فقد كان «قصيراً دميماً أبرش»، وكان المُنخَّل من أجمل فتيان العرب وأحسنهم في الشعر. بينما كان يحبها الملك، كانت المتجردة تُحب غيره. ولأجلها غضب النعمان من الشاعر النابغة الذبياني بعدما قال قصيدة وصف فيها جمالها، صادف النابغة الملكة فجأة عندما كان في القصر، حيث انحنت لتلتقط نصيفها الذي سقط على الأرض، فتحدث عن جمالها وهو مخمور وقال في قصيدته الشهيرة التي تقول بدايتها:
أراد النعمان بن المنذر قتله بعدما علم بالأمر فهرب من الحيرة إلى الشام ومكث فيها فترة حتى عفا عنه الملك وعاد إليه. لكن في الحقيقة أن الملكة والمُنخَّل اليشكري تبادلا الحب، ووصف في بعض أبيات القصيدة عندما كان يأتي إلى ملويّة زوجة النعمان في القصر.
أنجبت ملويّة ولدين جميلين يشبهان المُنخَّل، فكانت تتهامس العرب وضيوف الحيرة في حضرة النعمان أن أبناءه يشبهون المُنخّل، وأنهما منه. قال أبو عبد الله بن الأعرابي أنه خرج النعمان للصيد ولبعض غزواته لكنه بالحقيقة خرج متصيداً لهم، وفاجأهم النعمان ذات يوم بكشفهم، لم يمكث النعمان طويلاً كما كان يفعل وأهملت الخادمة مراقبة حضوره للقصر لأن الوقت الذي يأتي فيه لم يكن قريبًا بعد، فذهب إليها ووجدها مع المُنخّل حيث كانت رجلها ورجله مقيدتين. أمر الملك حارسه عِكَبّ التغلبي ليعذبه ويقتله، قال المُنخّل يومها ليحرّض قومه على قتل عِكبّ:
لكن منذ ذلك اليوم لم يرى أحد المُنخّل ومن هنا جاء المثل العربي «حتَّى يَؤوب المُنَخَّل»، ومما قاله المُنخّل قُبيل قتله: